# Врды
Врды (чеш. Vrdy) — муниципалитет и деревня в районе Кутна-Гора Среднечешского края Чехии. Население составляет около 2 845 человек (на 2024 год).

## Административное деление
Муниципалитет включает в себя деревни Дольни-Бучице, Горни-Бучице и Збыслав, которые являются административными частями Врдов.

## География
Врды расположены примерно в 15 км к востоку от Кутной Горы и в 24 км к юго-западу от Пардубице. Через территорию муниципалитета протекает река Доубрава.

## История
Первая письменная запись о Врдах датируется 1307 годом. Согласно грамоте, поселение основал Ульрих из рода Лихтенбургов. Первоначально Врды назывались «Werda» или «Werder». До гуситских войн входили в немецкоязычный регион. В 1856 году здесь был основан сахарный завод, который впоследствии стал одним из важнейших предприятий региона. После отмены крепостного права Врды вместе с деревнями Куделов и Сквовице стали единым муниципалитетом.
В 1960 году к муниципалитету присоединились деревни Дольни-Бучице, Горни-Бучице и Збыслав, которые ранее были самостоятельными.

## Население
| Год  | Численность | Численность |
| ---- | ----------- | ----------- |
| 1869 | 2115        | [ 4 ]       |
| 1880 | 2797        | [ 4 ]       |
| 1890 | 3119        | [ 4 ]       |
| 1900 | 3096        | [ 4 ]       |
| 1910 | 3341        | [ 4 ]       |
| 1921 | 3175        | [ 4 ]       |
| 1930 | 3291        | [ 4 ]       |
| 1950 | 2532        | [ 4 ]       |
| 1961 | 2735        | [ 4 ]       |
| 1970 | 2585        | [ 4 ]       |
| 1980 | 2713        | [ 4 ]       |
| 1991 | 2821        | [ 4 ]       |
| 2001 | 2958        | [ 4 ]       |
| 2014 | 2905        | [ 5 ]       |
| 2016 | 2904        | [ 6 ]       |
| 2017 | 2898        | [ 7 ]       |
| 2018 | 2914        | [ 8 ]       |
| 2019 | 2952        | [ 9 ]       |
| 2020 | 2946        | [ 10 ]      |
| 2021 | 2977        | [ 11 ]      |
| 2022 | 2953        | [ 12 ]      |
| 2023 | 3152        | [ 13 ]      |
| 2024 | 3184        | [ 3 ]       |

## Транспорт
Через муниципалитет проходит автодорога I/17 (участок между Хрудимом и Чаславом).
Железнодорожная линия Часлав – Тршемошнице проходит через южную часть муниципальной территории. В пределах муниципалитета расположены две железнодорожные остановки: Врды-Коуделов и Сквовице.Detail stanice Vrdy-Koudelov (чеш.). České dráhy. Дата обращения: 3 ноября 2023.

## Достопримечательности

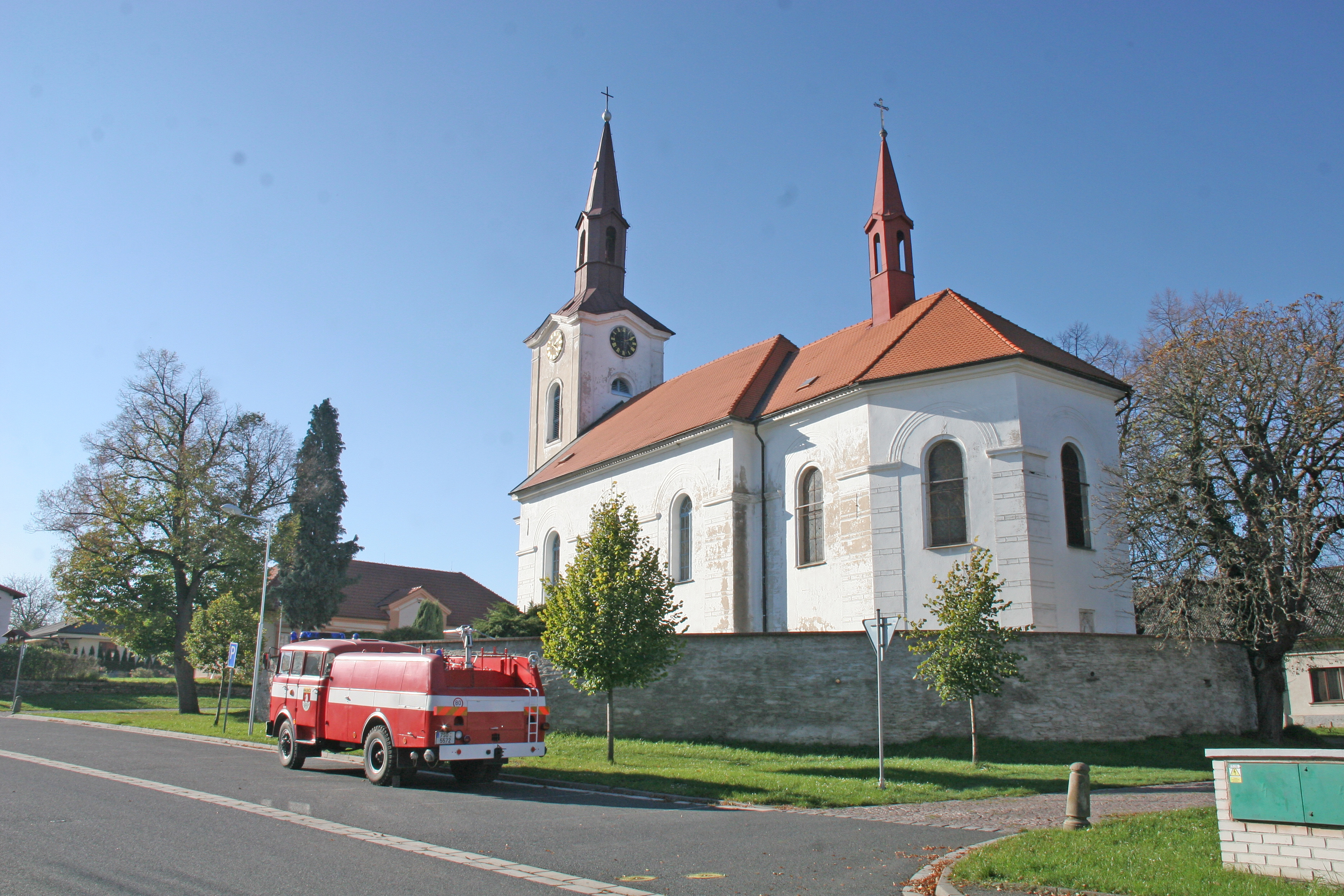
Церковь Всех Святых

Наиболее значимым памятником является церковь Всех Святых в Дольни-Бучице. Это позднеклассическая церковь середины XIX века, построенная, вероятно, на месте разрушенной средневековой церкви.Kostel Všech svatých (чеш.). National Heritage Institute. Дата обращения: 15 марта 2023.

## Известные личности
Карел Петр (1868–1950), математик
Иржи Ханке (1924–2006), футболист и тренер